# Ducado de Gran Polonia
El Ducado de Gran Polonia fue una provincia histórica del Reino de Polonia establecida en 1138 según el Testamento de Bolesław III Krzywousty. Existió durante el periodo de fragmentación de Polonia hasta 1320, con centros en Poznań, Gniezno y Kalisz en la región de Gran Polonia.

## Historia
A la muerte del duque polaco Piasta Boleslao III Boca Torcida en 1138, su país fue dividido según su testamento en 4-5 provincias hereditarias distribuidas entre sus hijos. El difunto duque estableció también la Provincia Senioral de Cracovia para el primogénito Vladislao II, designado Gran Duque de toda Polonia.

### Mieszko el Viejo
Como uno de las provincias, Gran Polonia fue otorgada a Mieszko III el Viejo, el tercer hijo del Duque Boleslao. Al principio, Mieszko III gobernó sobre la parte occidental de las tierras polacas más Grandes en Poznań. Su dominio limitaba con el Ducado de Silesia al sur, la Provincia Senioral al este y las tierras de Pomerania al norte. Al oeste las tierras de Gran Polonia alcanzaban la Tierra de Lubusz en la frontera polaca occidental, donde en 1157 el conde Ascanio Alberto el Oso estableció el Margraviato de Brandeburgo.
Después de la muerte de su hermano Boleslao IV el Rizado en 1173, Miesko se convirtió en Gran Duque de Polonia según el principio de agnación estableció en el testamento de Boleslao. Sin embargo, pronto tuvo que afrontar una rebelión en Cracovia instigada por la nobleza de la Pequeña Polonia dirigida por su hermano menor Casimiro II el Justo con el apoyo del propio hijo de Mieszko, Odon temiendo por su herencia. Casimiro asumió el título de Gran Duque y en 1179 Odon incluso expulsó a su padre de sus territorios en Gran Polonia. Mieszko huyó al Ducado de Pomerania en la corte del Duque Bogislao I, esposo de su hija Anastasia.
Con ayuda de las fuerzas Pomeranias, Mieszko logró recuperar el ducado en 1181 y conquistar las tierras adyacentes de Gniezno y Kalisz, anteriormente parte de la Provincia Senioral. Odon fue obligado a abandonar Poznań y sólo retuvo una pequeña franja de tierra al sur del río Obra. Mientras Mieszko fracasó en todos sus intentos posteriores por recuperar el título de Gran Duque, en 1186 consiguió expandir su ducado por Kuyavia hasta alcanzar el Vistula por el este, que había sido gobernado por su difunto sobrino, el Duque Leszek de Mazovia. Entregó Cuyavia a su hijo Boleslao, aunque tras la muerte de este en 1195, Mieszko tuvo que ceder estos territorios al hijo de Casimiro, el Duque Conrado de Mazovia en 1199.
En 1191 Mieszko había reconquistado Cracovia finalmente, aunque su decisión de confiar el gobierno de la Pequeña Polonia a su hijo Mieszko el Joven resultó ser un fracaso: Casimiro recuperó rápidamente el trono polaco y Mieszko el Joven huyó junto a su padre, que le instaló como duque en Kalisz. Cuando Mieszko el Joven murió en 1193, su padre se reconcilió con su primogénito Odon y le entregó el Ducado de Kalisz. A la muerte de Odon al año siguiente, todo las tierras de Gran Polonia volvieron a estar unidas bajo Mieszko el Viejo; cedió los territorios del difunto Odon al sur del Obra a su único hijo superviviente, Vladislao III Piernas Largas. En 1194 Mieszko el Viejo había sobrevivido a sus hermanos. Sin embargo, el hijo de Casimiro, Leszek I el Blanco, al igual que su padre, no reconocería su mando en Cracovia. A la muerte de Mieszko en 1202, su hijo Vladislao tuvo que afrontar las reclamaciones de su primo.

### Vladislao Piernas Largas y Vladislao Odonic

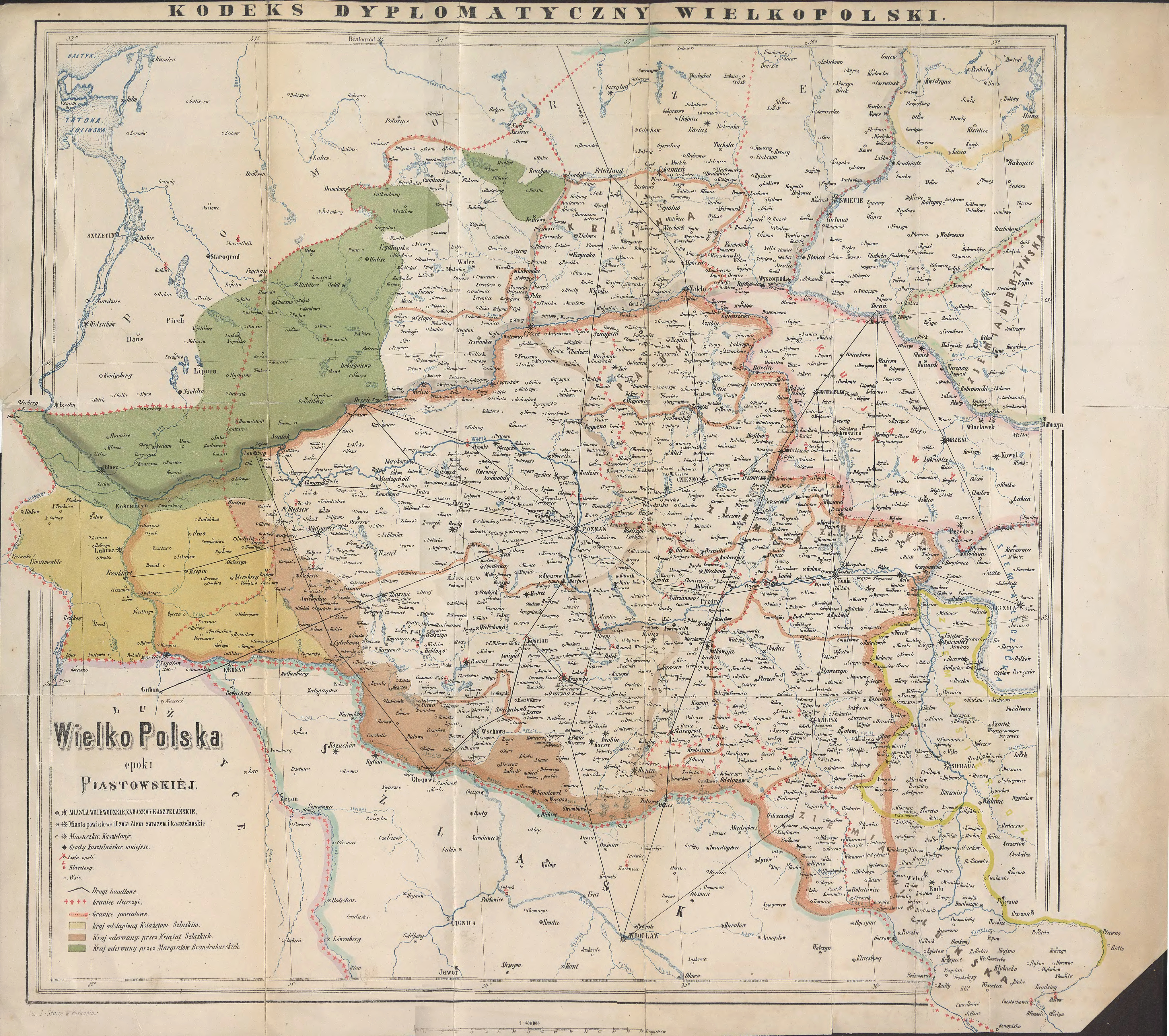
Mapa del Ducado Gran Polonia en el. Los territorios perdidos en el marcados en amarillo (Tierra de Lubusz) y verde (Gran Polonia noroccidental)

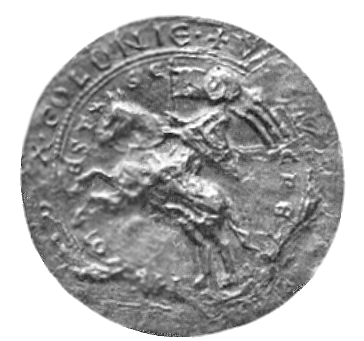
Sello ducal de Władysław Odonic, 1231

En 1206 Władysław Spindleshanks perdió finalmente el título ducal ante Leszek y además tuvo que lidiar con su sobrino Władysław Odonic, hijo de su hermano Odon. Władysław Odonic reclamó las tierras de Kalisz, que su padre había poseído en 1193/94 y consiguió el apoyo del Arzobispo de Gniezno, aunque fracasó en sus intentos de deponer a su tío. Al menos obtuvo Kalisz, respaldado por el Duque de Silesia Enrique I el Barbudo y desde 1216 también gobernó las tierras de Gran Polonia al sur del Obra, las mismas que había gobernado su padre hasta su muerte en 1994.
En 1217 estalló de nuevo el conflicto cuando Vladislao Piernas Largas se reconcilió con Leszek y Enrique y recibió carta blanca para expulsar a Władysław Odonic, que huyó a la corte del Duque Swietopelk II de Pomerelia. No obstante, incluso con la ayuda del duque Pomereliana, Władysław Odonic sólo puedo conquistar Ujście en 1223. En 1227 Swietopelk convocó una asamblea ducal (wiec) en Gąsawa, en la que el Gran Duque Leszek fue asesinado y Enrique el Barbudo resultó gravemente herido. Vladislao III no asistió a la reunión, lo que probablemente le salvó la vida. Además, consiguió librarse de su largo tiempo rival Leszek, al que podía suceder como Gran Duque. Władysław Odonic, acusado de estar implicado en la agresión, se retiró al Ducado de Mazovia, donde forjó otra alianza con Conrado I. Con el apoyo de Pomerelia y Mazovia finalmente se hizo con el ducado de Gran Polonia en 1229.
Vladislao III huyó a Silesia y murió sin descendencia dos años más tarde, tras lo que su sobrino se convirtió en el único heredero de la línea de Gran Polonia. Sin embargo, contó con la oposición de Enrique el Barbudo, que sería Gran Duque desde 1232, y que desde 1234 en adelante conquistaría la mayoría de los territorios de Odonic. Cuándo Enrique I fue sucedido por su hijo Enrique II el Piadoso en 1238, Władysław Odonic quedó limitado a las tierras alrededor de Ujście y murió al año siguiente, lo que permitió a Enrique II gobernar toda Gran Polonia hasta su muerte en 1241 en la Batalla de Legnica.

### Premislao I y Boleslao el Piadoso

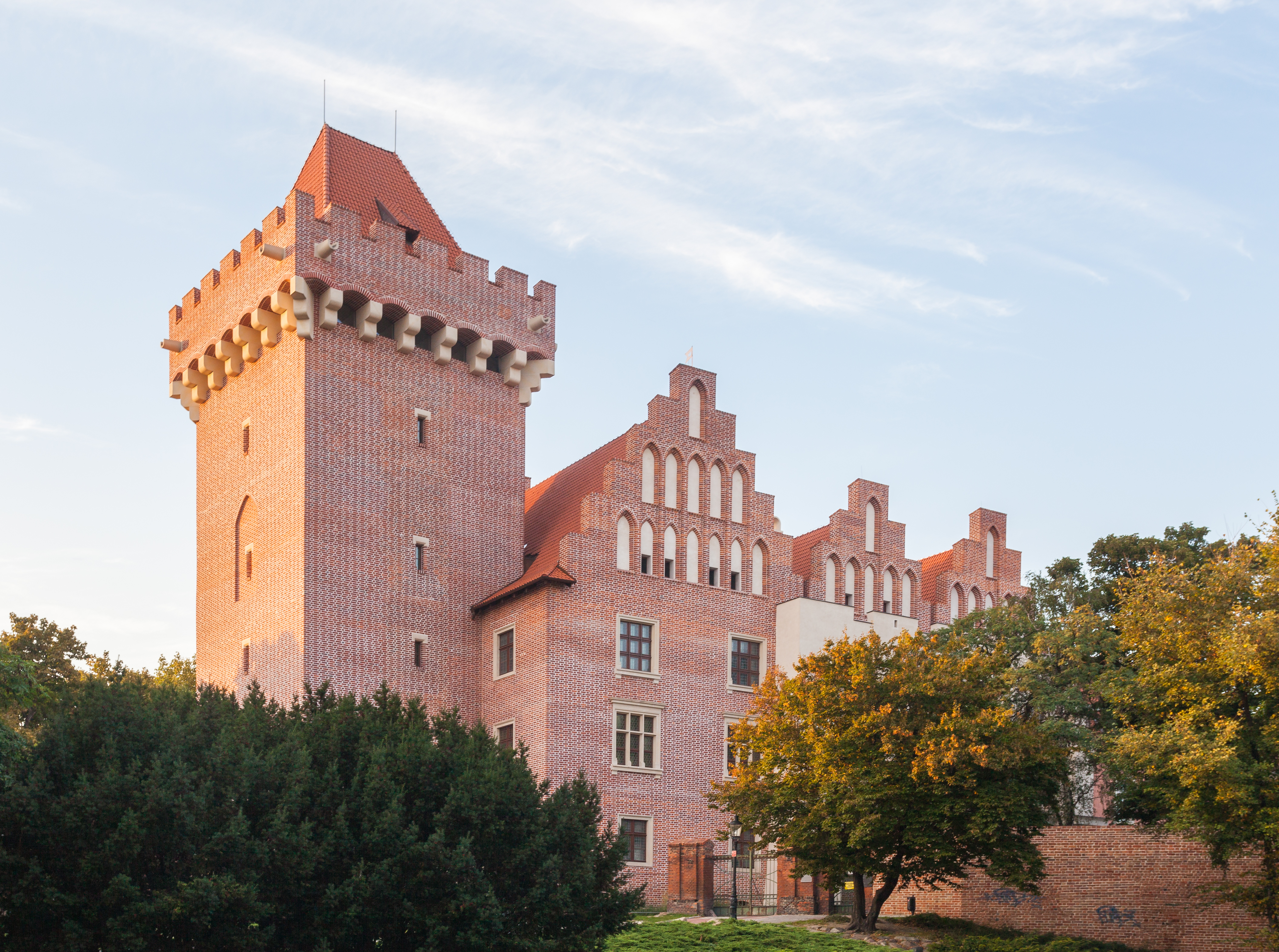
El reconstruido Castillo Real de Poznań

La línea Piasta de Gran Polonia fue continuada por los hijos de Władysław Odonic, Premislao I y su hermano menor Boleslao el Piadoso, que primero tuvieron que reconquistar su patrimonio a los sucesores silesios de Enrique el Piadoso. Poco después estalló el conflicto entre los hermanos: en 1247 Boleslao se rebeló abiertamente contra su hermano con la ayuda de la nobleza local y el territorio fue dividido formalmente, recibiendo el menor el distrito de Kalisz. Las peleas continuaron, ya que Boleslao, descontento, reclamó también Gniezno. Premislao le depuso y arrestó en 1250, y no sería hasta 1253, gracias a la mediación del Arzobispo de Gniezno, cuando Boleslao fue restaurado como Duque de Kalisz y Gniezno.
Premislao tuvo que hacer frente a las políticas expansionistas de los margraves de Brandeburgo Juan I y Otón III, que habían adquirido la Tierra de Lubusz en la frontera occidental de su ducado al duque silesio Boleslao II el Calvo en 1248. A su muerte en 1257, su hermano Boleslao se convirtió en gobernante único de toda Gran Polonia

### Premislao II
Gran Polonia fue reunificada bajo el hijo de Premislao, Premislao II en Poznań en 1279. Al oeste, los margraves de Brandeburgo habían convertido la Tierra de Lubusz en el núcleo de la Marca Nueva, donde establecieron la ciudad de Landsberg (actualGorzów Wielkopolski) en 1257. Premislao II logró detener la expansión de Brandeburgo aliándose con su adversario Bogislao IV de Pomerania, se hizo con Pomerelia e incluso fue coronado Rey de toda Polonia en 1295. Sin embargo, la línea de Gran Polonia se extinguió al año siguiente cuando fue secuestrado y asesinado. Su sucesión fue reclamada por su primo Vladislao I Codo alto, que tuvo que hacer frente a su pariente de Silesia el duque Enrique III de Głogovia, mientras los Brandeburgeses lograron finalmente conquistar la estratégica fortaleza de Santok en el río Varta. En 1300 ambos Piastas tuvieron que renunciar en favor del poderoso Wenceslao II de Bohemia.
A la muerte del rey Venceslao en 1305, la rivalidad continuó y después de un breve periodo de gobiernos ducales de varias ramas de la dinastía Piasta, la provincia finalmente recayó en Vladislao que fue coronado rey de una Polonia reunificada en 1320. El ducado fue dividido en los voivodatos de Poznań y Kalisz bajo la Corona polaca unida.

## Duques de Gran Polonia
| De año | Ducado de Gran Polonia                                                                                   | Ducado de Gran Polonia                                                                                   | Ducado de Gran Polonia                                                                                   |
| De año | Poznań                                                                                                   | Gniezno                                                                                                  | Kalisz                                                                                                   |
| 1138   | Mieszko III el Viejo                                                                                     | Parte de la Provincia Senioral                                                                           | Parte de la Provincia Senioral                                                                           |
| 1179   | Odon de Poznań                                                                                           | Parte de la Provincia Senioral                                                                           | Parte de la Provincia Senioral                                                                           |
| 1181   | Mieszko III el Viejo Gran Duque de Polonia desde 1198                                                    | Mieszko III el Viejo Gran Duque de Polonia desde 1198                                                    | Mieszko III el Viejo Gran Duque de Polonia desde 1198                                                    |
| 1191   | | | Mieszko el Joven                                                                                         |
| 1193   | Odón de Poznań                                                                                           | | |
| 1194   | | | |
| 1202   | Vladislao III Piernas Largas Gran Duque de Polonia hasta 1206 y entre 1227–1229                          | Vladislao III Piernas Largas Gran Duque de Polonia hasta 1206 y entre 1227–1229                          | Vladislao III Piernas Largas Gran Duque de Polonia hasta 1206 y entre 1227–1229                          |
| 1207   | | | Władysław Odonic                                                                                         |
| 1217   | | | |
| 1227   | | | |
| 1229   | Władysław Odonic                                                                                         | Władysław Odonic                                                                                         | Władysław Odonic                                                                                         |
| 1234   | Enrique I el Barbudo                                                                                     | | Enrique I el Barbudo                                                                                     |
| 1238   | Enrique II de Silesia                                                                                    | Enrique II de Silesia                                                                                    | Enrique II de Silesia                                                                                    |
| 1241   | Premislao I y Boleslao el Piadoso                                                                        | Premislao I y Boleslao el Piadoso                                                                        | Premislao I y Boleslao el Piadoso                                                                        |
| 1247   | | | Boleslao el Piadoso                                                                                      |
| 1249   | | Boleslao el Piadoso                                                                                      | |
| 1250   | Przemysł I                                                                                               | Przemysł I                                                                                               | Przemysł I                                                                                               |
| 1253   | | | |
| 1257   | Bolesław El Piadoso                                                                                      | Bolesław El Piadoso                                                                                      | Bolesław El Piadoso                                                                                      |
| 1277   | | | |
| 1279   | Premislao II Gran Duque de Polonia entre 1290–1291, Rey de Polonia desde 1295                            | Premislao II Gran Duque de Polonia entre 1290–1291, Rey de Polonia desde 1295                            | Premislao II Gran Duque de Polonia entre 1290–1291, Rey de Polonia desde 1295                            |
| 1296   | Vladislao I el Codo alto                                                                                 | Vladislao I el Codo alto                                                                                 | Vladislao I el Codo alto                                                                                 |
| 1300   | Rey Wenceslao II de Bohemia                                                                              | Rey Wenceslao II de Bohemia                                                                              | Rey Wenceslao II de Bohemia                                                                              |
| 1302   | | | |
| 1306   | Enrique III de Glogovia                                                                                  | Enrique III de Glogovia                                                                                  | Enrique III de Glogovia                                                                                  |
| 1309   | Przemko II de Glogovia, Enrique IV el Fiel, Juan de Ścinawa, Bolesław de Oleśnica, Conrado I de Oleśnica | Przemko II de Glogovia, Enrique IV el Fiel, Juan de Ścinawa, Bolesław de Oleśnica, Conrado I de Oleśnica | Przemko II de Glogovia, Enrique IV el Fiel, Juan de Ścinawa, Bolesław de Oleśnica, Conrado I de Oleśnica |
| 1312   | Przemko II, Enrique IV, Juan                                                                             | Bolesław y Conrado I                                                                                     | Bolesław y Conrado I                                                                                     |
| 1313   | Przemko II, Enrique IV, Juan                                                                             | Bolesław                                                                                                 | Conrado I                                                                                                |
| 1314   | Władysław I el Codo Alto Rey de un Reino unido de Polonia desde 1320                                     | Władysław I el Codo Alto Rey de un Reino unido de Polonia desde 1320                                     | Władysław I el Codo Alto Rey de un Reino unido de Polonia desde 1320                                     |
| 1314   | Convertido en el Voivodato de Poznań                                                                     | Fusionado para formar el Voivodato de Kalisz                                                             | Fusionado para formar el Voivodato de Kalisz                                                             |

Gobernantes de toda Gran Polonia
- 1194-1202 Mieszko III el Viejo, gran duque polaco desde 1198
- 1202–1207 Władysłao III Piernas Largas, gran duque polaco hasta 1206 y 1227–1229
- 1229–1234 Władysław Odonic
- 1238–1241 Enrique II el Piadoso de Silesia, gran duque polaco
- 1241–1247 Przemysł I y Bolesłao el Piadoso
- 1250–1253 Przemislao I
- 1257–1277 Bolesłao el Piadoso
- 1279–1296 Premislao II, gran duque polaco 1290–1291, Rey de Polonia de 1295
- 1296–1300 Władysłao I Codo-alto
- 1300–1305 Rey Wenceslao II de Bohemia
- 1305–1309 Enrique III de Głogóvia
- 1309–1312 Przemko II de Głogów, Enrique IV el Fiel, Juan de Ścinawa, Bolesłao de Oleśnica, Conrado I de Oleśnica
- De 1314 Władysław I el Codo-alto, Rey de Polonia de 1320.

Convertido en la provincia de Polonia más Grande del Reino unido de Polonia, dividido al Poznań Voivodship y Kalisz Voivodship.

## Lectura más lejana
- Zygmunt Boras, Książęta piastowscy Wielkopolski, Wydawnictwo Poznańskie, Poznań 1983,
- Oskar Balzer, Genealogia Piastów, Kraków 1895
- K. Dworzaczek, Geneaalogia, parte 1-2, Warszawa 1959
- Wojciech Górczyk,"Śseñora recepcji leyenda arturiańskich w heraldyce Piastów czerskich i kronikach polskich", Kultura i Historia, Uniwersytet Marii Curie Skłodowskiej w Lublinie,17/2010 ISSN 1642-9826
- Wojciech Górczyk, "Półksiężyc, orzeł, lew i smok. Uwagi o Diosłach napieczętnych Piastów"
- Poczet książąt i królów polskich, Warszawa 1978
- Kronika wielkopolska, przeł. Kazimierz Abgarowicz, wstęp i komentarze oprac. Brygida Kürbisówna, PWN, Warszawa 1965, wyd. 2, Kraków 2010,

- Datos: Q1515009